# Handia
Handia (Grande, en euskera) es una película dramática española de 2017 rodada en euskera y dirigida por Aitor Arregi y Jon Garaño. La película está basada en la historia real de Miguel Joaquín Eleizegui Arteaga, un hombre del siglo XIX que sufría de  gigantismo y que era conocido como el Gigante Español y también como Gigante de Alzo. 
La película se estrenó en el Festival Internacional de Cine de San Sebastián, donde fue galardonada con el Premio Especial del Jurado. La película también fue proyectada durante el Festival de Cine de Londres de 2017. Es una película ganadora de 10 premios Goya 2018.

## Argumento
Tras finalizar la primera guerra carlista, Martín retorna al caserío familiar, donde descubre con sorpresa que su hermano pequeño Joaquín es mucho más alto de lo que debería ser para su edad. Martín se convence de que la gente estará deseando conocer al «hombre más alto del mundo», por lo que viajan por Europa, donde consiguen que la riqueza y la fama cambie su familia para siempre.

## Reparto
| Intérprete          | Personaje               |
| ------------------- | ----------------------- |
| Joseba Usabiaga     | Martin Eleizegi         |
| Eneko Sagardoy      | Miguel Joaquin Eleizegi |
| Iñigo Aranburu      | Arzadun                 |
| Ramón Agirre        | Antonio Eleizegi        |
| Aia Kruse           | María                   |
| Iñigo Azpitarte     | Fernando                |
| Misho Amoli         | Chico Alto del Circo    |
| Pablo Posada Ávalos | Josete                  |
| Erik Probanza       |                         |
| Ibai Corchado       |                         |
| Fede.a.Vélez        |                         |

## Premios
32.ª edición de los Premios Goya

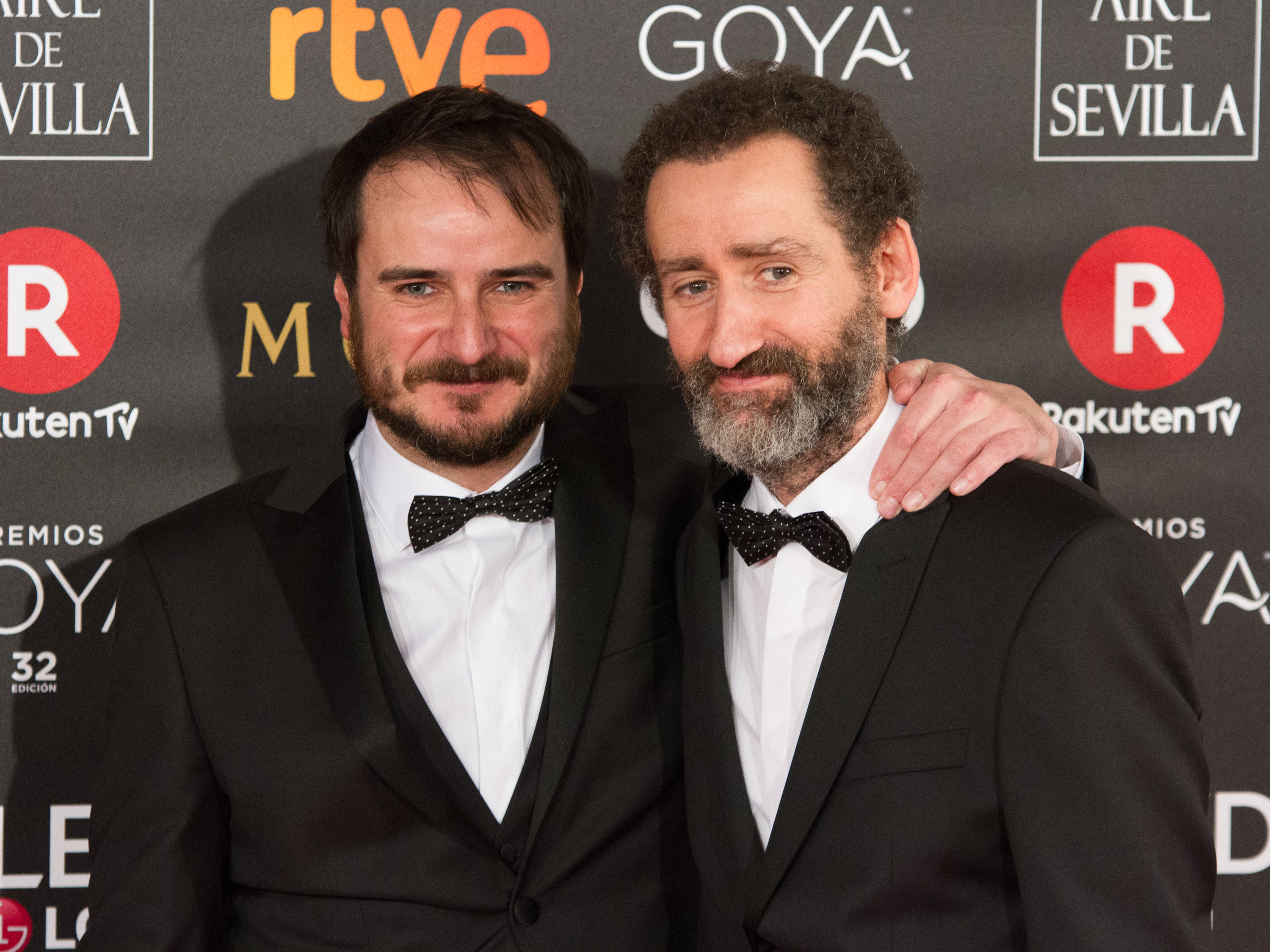
Aitor Arregi y Jon Garaño en los Premios Goya 2018.

El 13 de diciembre de 2017 se conocieron los nominados a la 32.ª edición de los Premios Goya, en la que Handia resultó la cinta más nominada con 13 nominaciones, de las que consiguió 10. La gala se celebró el 3 de febrero de 2018.

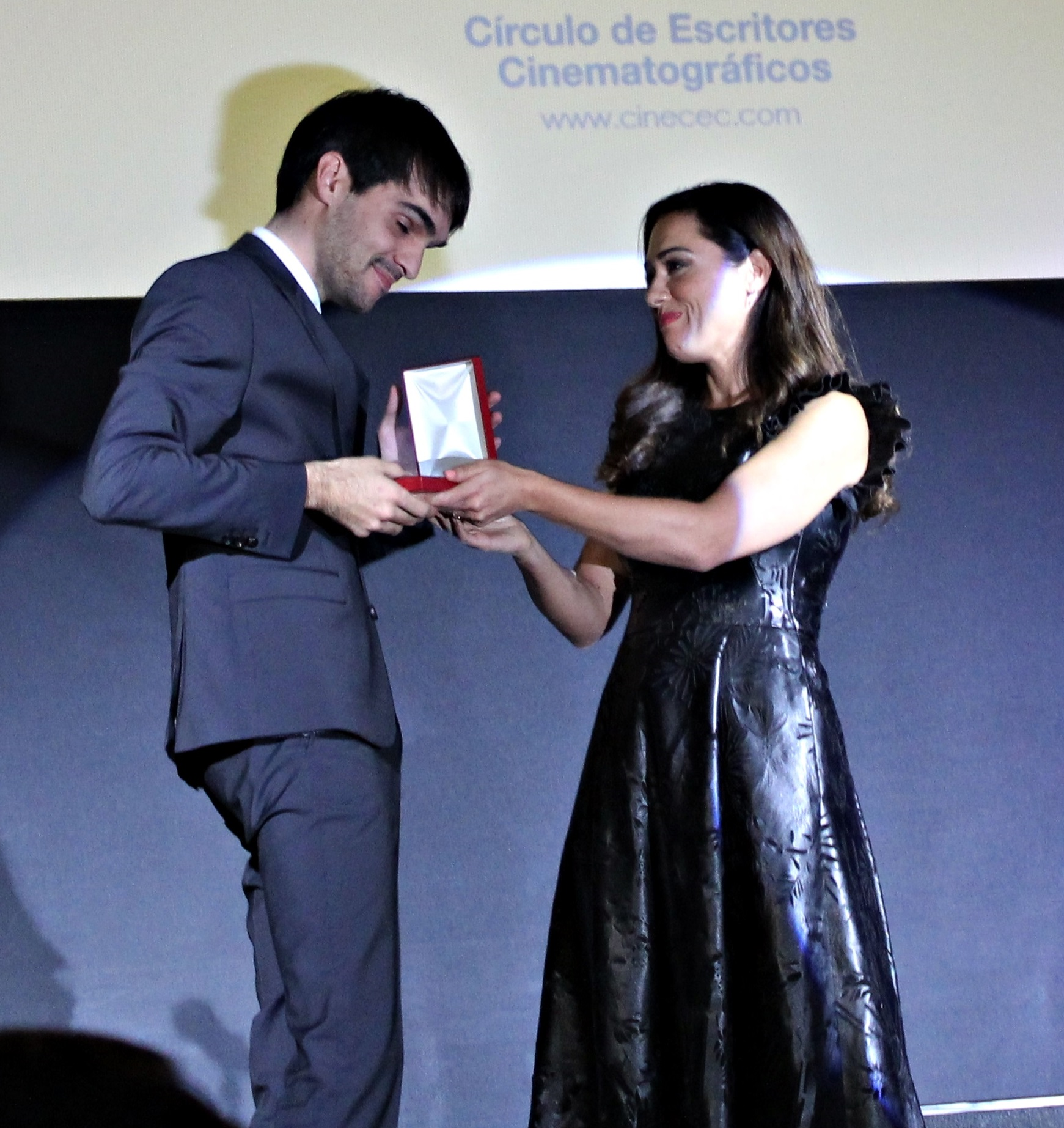
Eneko Sagardoy recibiendo la Medalla del CEC al actor revelación.

| Categoría                     | Nominados                                  | Resultado |
| ----------------------------- | ------------------------------------------ | --------- |
| Mejor película                | Mejor película                             | Nominada  |
| Mejor dirección               | Aitor Arregi Jon Garaño                    | Nominados |
| Mejor actor revelación        | Eneko Sagardoy                             | Ganador   |
| Mejor guion original          | Jon Garaño José María Goenaga Aitor Arregi | Ganadores |
| Mejor dirección de producción | Ander Sistiaga                             | Ganador   |
| Mejor montaje                 | Laurent Dufreche Raúl López                | Ganadores |
| Mejor música original         | Pascal Gaigne                              | Ganador   |
| Mejor fotografía              | Javier Aguirre Erauso                      | Ganador   |
| Mejor dirección artística     | Mikel Serrano                              | Ganador   |
| Mejor diseño de vestuario     | Saioa Lara                                 | Ganadora  |
| Mejor maquillaje y peluquería | Ainhoa Eskisabel Olga Cruz Gorka Aguirre   | Ganadores |
| Mejor sonido                  | Iñaki Díez Xanti Salvador                  | Nominado  |
| Mejores efectos especiales    | Jon Serrano David Heras                    | Ganadores |

Medallas del Círculo de Escritores Cinematográficos
| Categoría        | Nominados      | Resultado |
| ---------------- | -------------- | --------- |
| Mejor música     | Pascal Gaigne  | Ganador   |
| Actor revelación | Eneko Sagardoy | Ganador   |

Premios Fugaz al cortometraje
| Año  | Categoría          | Resultado |
| ---- | ------------------ | --------- |
| 2018 | Mejor largometraje | Nominado  |

V Premios Feroz
| Año  | Categoría    | Nominado                   | Resultado |
| ---- | ------------ | -------------------------- | --------- |
| 2018 | Mejor cartel | Iñaki Villuendas (Villuti) | Ganador   |